# Pápua vízityúk
A pápua vízityúk (Gallinula tenebrosa) a madarak (Aves) osztályának a darualakúak (Gruiformes) rendjéhez, ezen belül a guvatfélék (Rallidae) családjához tartozó faj.

## Előfordulása
Ausztrália, Indonézia, Új-Kaledónia és Pápua Új-Guinea területén honos.

## Megjelenése
Testhossza 25-32 centiméter.
|  |  |  |

## Külső hivatkozás
- Képek az interneten a fajról
- Birdsinbackyards.net